# Pierre Giguet
Pour les articles homonymes, voir Giguet.
Pierre Giguet (1794-1883) est un helléniste français, traducteur de plusieurs ouvrages au XIXe siècle.

## Éléments biographiques
Pierre Giguet né à Véron, le 10 avril 1794, il est le fils de Pierre François Bernard Giguet, marchand de bois, et de Marie Pierre Paul Richard.
Il est Polytechnicien en 1813.
Après que Louis XVIII a fermé l'école en 1816, il devient notaire à Maubeuge.
Il se marie à Reims, le 6 octobre 1824, avec Caroline Claudine Gadiot (1802-1870).
En 1845, il se retire à Sens, où il traduit Homère, Hérodote, et la Septante.
Outre son activité de traducteur, il fut aussi l'auteur de plusieurs ouvrages, tant concernant le grec que la chose militaire.
Il est nommé chevalier de la Légion d'honneur par décret du 14 août 1863.
Il meurt à Sens, le 10 avril 1883.

## Publications

### Traductions

#### Homère
Publiée une première fois en 1843, sa traduction de l'Iliade et l'Odyssée fut rééditée en 1846 (avec des cartes), 1852 (avec une "Encyclopédie Homérique"), 1854 (idem), 1860 et 1870.
Sa traduction servit de base aux "Beautés d'Homère", un abrégé de l'Iliade et l'Odyssée annoté par Feillet (1865) reprises sous le titre L'Iliade et l'Odyssée abrégées et annotées en 1876 (rééditée en 1898 et 1907)
- L'abrégé de l'Iliade et l'Odysée par Feillet, sur la traduction de Giguet.

#### Hérodote
Sa traduction des "Histoires" d'Hérodote parut en 1864.
- Les "Histoires" d'Hérodote

#### La Bible des Septante
En 1859, Giguet publia une traduction des livres de Job, Ruth, Tobit, Judith et Esther en prenant pour base non pas le texte latin de la Vulgate, ni le Texte hébreu massorétique, mais l'ancien texte grec des Septante.
En 1865, sous le titre "La sainte Bible, traduction de l'Ancien Testament d'après les Septante", il publia les deux premiers volumes d'une traduction intégrale, suivis en 1872 de deux autres volumes.
- Le Tome 1, 1865 : Genèse, Exode, Lévitique, Nombres, Deutéronome, Josué, Juges, Ruth.
- Le tome 2, 1865 : I Règnes (= 1 Samuel), II Règnes (= 2 Samuel), III Règnes (= 1 Rois), IV Règnes (= 2 Rois), I Paralipomènes (1 Chroniques), II Paralipomènes (2 Chroniques), Esdras, Néhémie, Tobit, Judith, Esther.
- Le tome 3, 1872 : Job, Psaumes, Proverbes, Ecclésiaste, Cantique des cantiques, Sagesse de Salomon, Sagesse de Sirach, Osée, Amos, Michée, Joël, Abdias, Jonas, Nahum, Habacuc, Sophonie, Aggée, Zacharie, Malachie.
- Le tome 4, 1872 : Isaïe, Jérémie, Baruch, Lamentations de Jérémie, Lettre de Jérémie, Ezéchiel, Daniel, I Macchabées, II Macchabées.

### Langue grecque
- Vocabulaire des racines grecques, 1847
- Grammaire grecque simplifiée, 1856.

### Autres ouvrages
- Histoire militaire de la France, tome premier, 1849
- Histoire militaire de la France, Tome second 1849
- Histoire de la campagne d'Italie, 1853